# 真説チャイニーズ・ゴースト・ストーリー
『真説チャイニーズ・ゴースト・ストーリー』（しんせつ―、原題: 倩女幽魂）は、李翰祥監督による1960年の香港映画。『聊斎志異』の中の一編「聶小倩」の映画化。カラー。ショウ・ブラザーズ製作。第13回カンヌ国際映画祭に出品された。日本では劇場未公開だが2004年にDVDが発売されている。

## あらすじ
旅の青年寧采臣は泊まるところがなく、荒れ果てた寺に宿をとる。その寺には妖怪が出るという噂があった。燕赤霞という剣士もその寺に泊まっていた。夜、出歩くと寺の隣に大きな屋敷があり、そこには美女、小倩がいた。采臣は小倩に惹かれる。翌日の夜、寺で新たに来た宿泊客が死ぬ。妖怪に血を吸われていた。さらに次の夜、小倩は采臣に自分は幽霊で、妖怪である老婆の手先として男を誘惑しているのだと打ち明ける。小倩は自分の遺骨を故郷に埋めなおしてほしいと頼む。その道中で妖怪の襲撃を受けるが、燕赤霞の剣によって妖怪は倒される。

## キャスト
- 聶小倩 - 楽蒂
- 寧采臣 - 趙雷
- 燕赤霞 - 楊志卿
- 老婆 - 唐若青

## スタッフ
- 監督 - 李翰祥
- 脚本 -  王月汀
- 製作 - 邵逸夫
- 助監督 - 胡金銓、高立
- 攝影 - 何鹿影
- 照明 - 陳芬
- 美術指導 - 沈灝
- 服装指導 - 盧世侯、劉賢輝
- 化粧 - 葉一鳴
- 編集 - 姜興隆
- 道具 - 林華三
- 録音 - 鄺護
- 音楽 - 姚敏